# Cratere Strindberg
Strindberg  è un cratere sulla superficie di Mercurio.